# Route 530 (Nouveau-Brunswick)
Pour les articles homonymes, voir Route 530.
La route 530 est une route locale du Nouveau-Brunswick ayant la forme d'une boucle desservant la pointe au renard dans le sud-est de la province, entre la baie de Shédiac et le havre de Cocagne. Elle mesure 23 kilomètres, et est pavée sur toute sa longueur. Elle fait partie de la Route du littoral acadien et dessert notamment les villes et villages majoritairement acadiens du Nouveau-Brunswick.

## Tracé
La 530 débute près de Shédiac Bridge, sur la route 134. Elle commence par traverser Grande-Digue, puis elle passe près du phare du cap de Caissie, puis elle se dirige vers le nord jusqu'à Cap-de-Cocagne, où elle forme une boucle pour se diriger vers le sud jusqu'à Cocagne Cove. Elle traverse ensuite Saint-Marcel, puis elle se termine également sur la route 134, à Cocagne. 

## Intersections principales
| route 530     |                |    |                                                    |                           |
| Comté         | Localité       | km | Intersection/Destinations                          | Notes                     |
| Comté de Kent | Shédiac Bridge | 0  | R-134, Bouctouche, Shédiac                         | extrémité sud de la 530   |
| Comté de Kent | Grande-Digue   | 3  | Chemin Grande-Digue nord, Cocagne Cove             |                           |
| Comté de Kent | Saint-Marcel   | 19 | Chemin Grande-Digue sud, Grande-Digue              |                           |
| Comté de Kent | Cocagne        | 23 | R-134, Saint-François-de-Kent, Shédiac, Bouctouche | extrémité ouest de la 535 |